# 三甲基铊
三甲基铊是一种有机铊化合物，化学式 Tl(CH3)3。

## 制备
三甲基铊可以由二甲基氯化铊和甲基锂反应而成。
{\displaystyle \mathrm {(CH_{3})_{2}TlCl+LiCH_{3}\longrightarrow Tl(CH_{3})_{3}+LiCl} }
它也可以由甲基锂、碘甲烷和一碘化铊反应而成。
{\displaystyle \mathrm {2\ LiCH_{3}+CH_{3}I+TlI\longrightarrow Tl(CH_{3})_{3}+2\ LiI} }

## 性质
三甲基铊是一种无色、可自燃、易挥发、剧毒、对光敏感的固体。它极易被氧化和水解，燃烧时产生绿色火焰。它在溶液和气态中都是单体。它在90 °C 下爆炸性分解。它是四方晶系的，空间群 P42/n (No. 86)。